# Longidorella chappuisi
Longidorella chappuisi är en rundmaskart. Longidorella chappuisi ingår i släktet Longidorella och familjen Dorylaimidae. Inga underarter finns listade i Catalogue of Life.